# Munții Virunga
Munții Virunga (cunoscuți, de asemenea, ca Mufumbiro) reprezintă un lanț montan de vulcani din Africa de Est, de-a lungul frontierelor a trei țări din partea sudică a Marelui Rift African, Rwanda, Republica Democratică Congo (RDC sau Congo RD) și Uganda.
Acest grup/lanț de munți, care se găsesc delimitați între lacurile Edward și Kivu, este o ramură a Munților Riftului Albertine, care bordează partea vestică Riftului African Estic.
Numele Virunga este variantă din limba engleză a cuvântului  ibirunga,  care înseamnă  vulcani  în limba Kinyarwanda, limba oficială a Rwandei. 
Lanțul montan constă din opt vulcani importanți. Majoritatea lor sunt „adormiți,” cu excepția Muntelui Nyiragongo (de 3.462 m înălțime) și a Muntelui Nyamuragira (de 3.063 m altitudine), ambii situați în R. D. Congo. Cele mai recente erupții au avut loc în 2006, 2010 și mai 2021. Cu 4.507 m altitudine, Muntele Karisimbi este cel mai înalt dintre acei vulcani. Cel mai vechi dintre vulcani este Muntele Sabyinyo, care se ridică la 3.634 de metri deasupra nivelului mării.
Munții Virunga (Ibirunga) sunt locul unde specia gorilelor de munte (Gorilla beringei beringei), aflate pe cale critică de dispariție, își au habitatul lor natural. Specia este listată pe lista IUCN Red List a speciilor amenințate cu dispariția datorită pierderii habitatului, braconajului, bolilor și războiului (Butynski et al. 2003). Centrul de studiu al gorilelor de munte, Karisoke Research Center, fondat de primatoloaga americană Dian Fossey, pentru a observa gorilele în habitatul lor natural, se găsește între munții Karisimbi și Bisoke.

## Listă de vârfuri montane înLanțul montan Virunga
| Numele muntelui     | Localizare                          | Înălțime (în metri) | Statut vulcanic (activ, inactiv) |
| ------------------- | ----------------------------------- | ------------------- | -------------------------------- |
| Muntele Karisimbi   | Rwanda / Congo (Rep. Dem.)          | 4,507               | adormit                          |
| Muntele Mikeno      | Congo (Rep. Dem.)                   | 4,437               | adormit                          |
| Muntele Muhabura    | Rwanda / Uganda                     | 4,127               | adormit                          |
| Muntele Bisoke      | Rwanda / Congo (Rep. Dem.)          | 3,711               | adormit                          |
| Muntele Sabyinyo    | Rwanda / Uganda / Congo (Rep. Dem.) | 3,674               | adormit                          |
| Muntele Gahinga     | Rwanda / Uganda                     | 3,474               | adormit                          |
| Muntele Nyiragongo  | Congo (Rep. Dem.)                   | 3,470               | activ                            |
| Muntele Nyamuragira | Congo (Rep. Dem.)                   | 3,058               | activ                            |

## Parcuri naționale
- Virunga National Park, în Republica Democratică Congo
- Volcanoes National Park, în Rwanda
- Mgahinga Gorilla National Park, în Uganda

## În cultura populară
- Acțiunea romanului Congo, al autorului american Michael Crichton, se petrece în regiunea Virunga.
- Gorile în ceață (conform, Gorillas in the Mist) reprezintă un film documentar și un roman biografic, care relatează munca și moartea primatoloagei americane Dian Fossey. Tabăra (Karisoke Research Center) unde Fossey a locuit și a studiat cele două subspecii a gorilelor estice — cea de munte (Gorilla beringei beringei) și gorila estică de șes (Gorilla beringei graueri)[2] — încă mai există în Virunga (Mufumbiro).

## Galerie de imagini

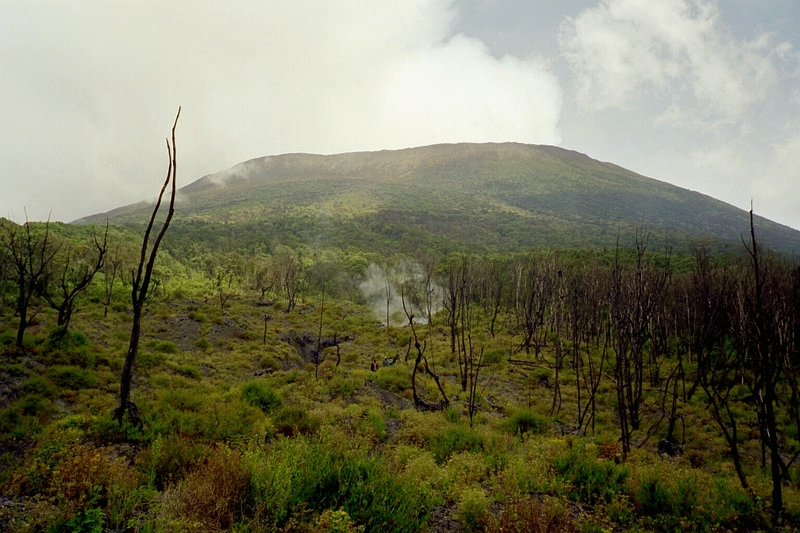
Nyiragongo
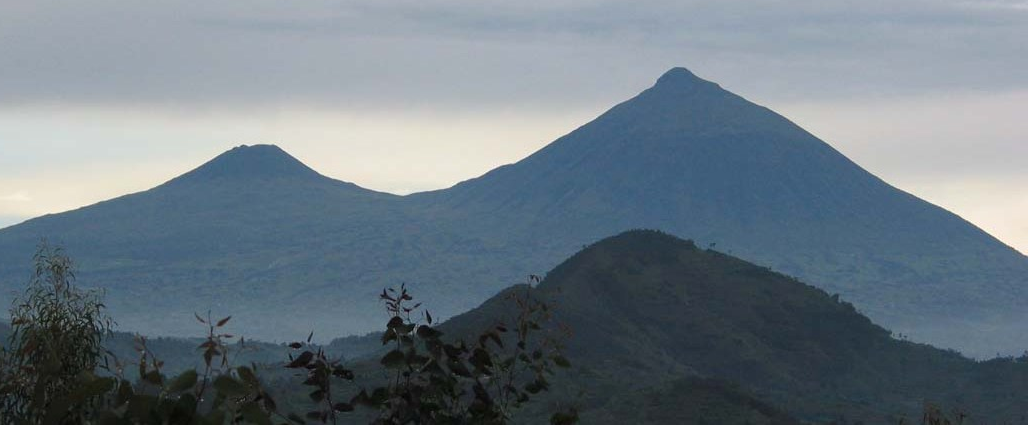
Gahinga (stânga) și Muhabura (dreapta)
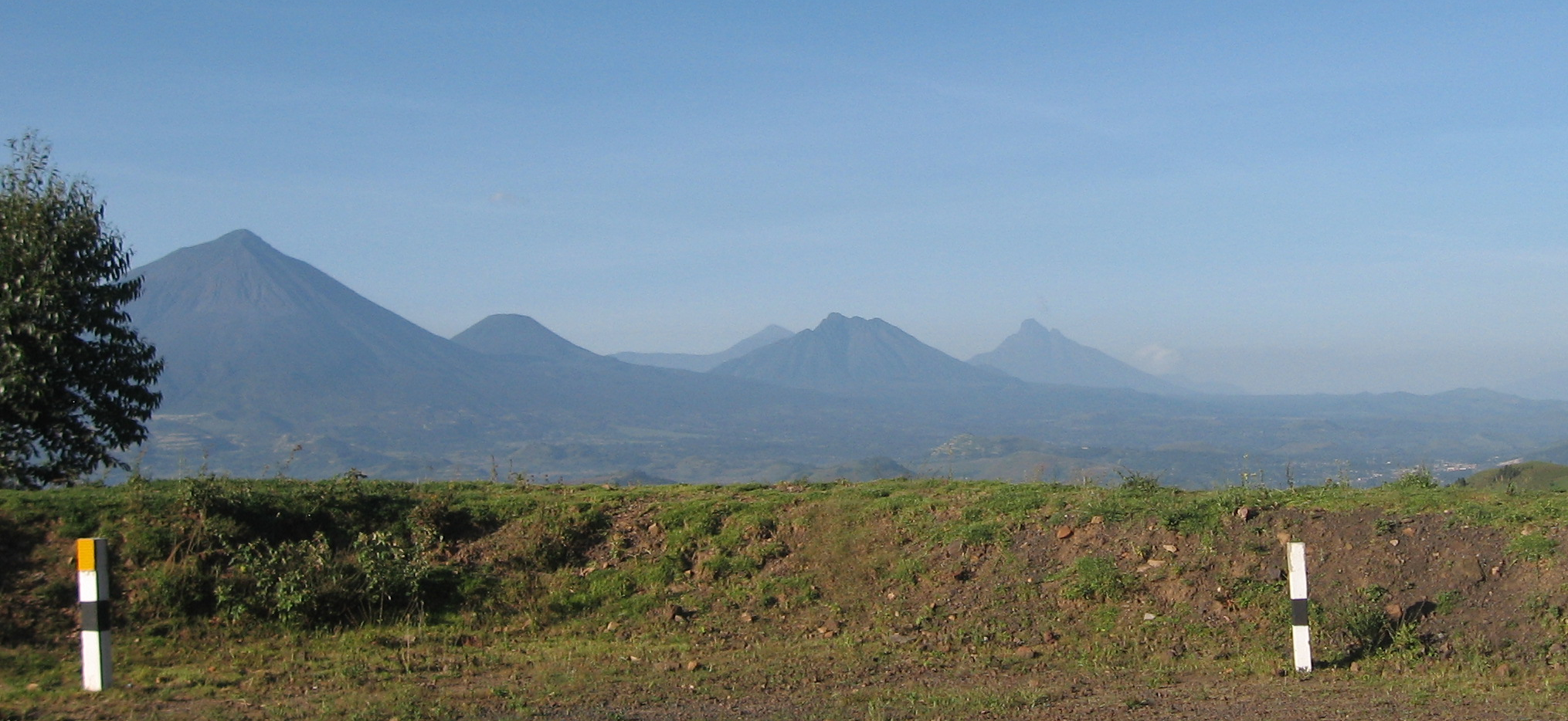
Muhabura, Gahinga, Karisimbi, Sabyinyo și Mikeno
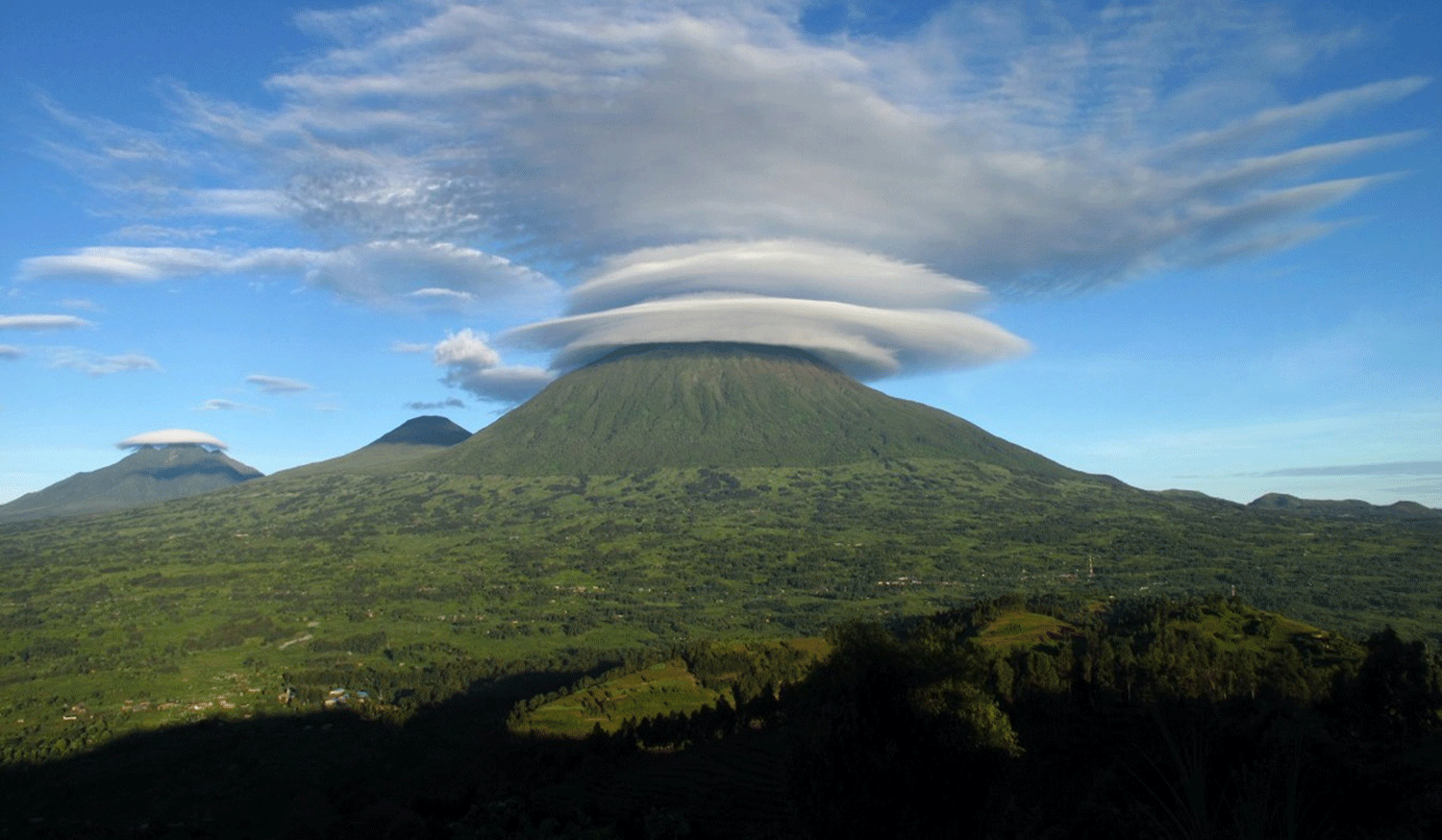
Bisoke, fotografiat în 2016
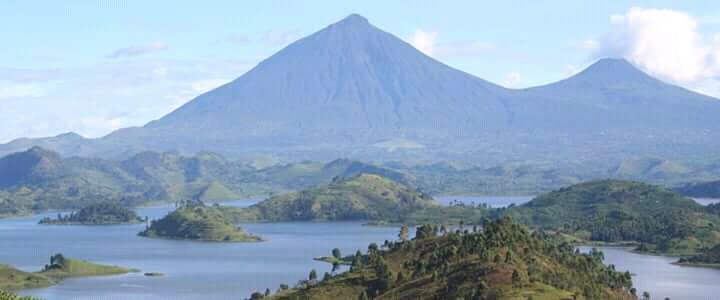
Lacul Mutanda și doar două vârfuri din lanțul Munților Virunga
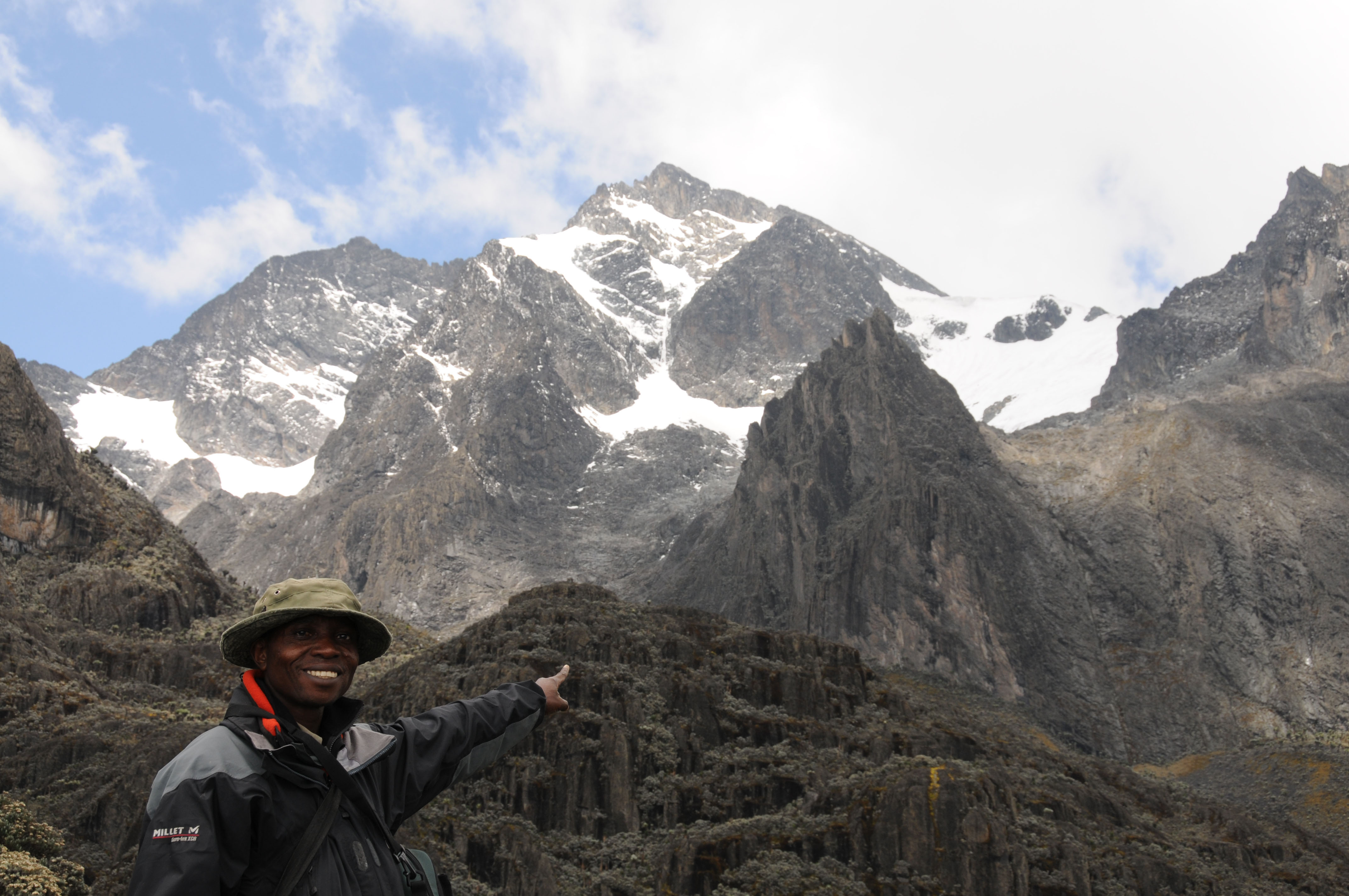
Munții Ruwenzori din Parcul Național Virunga

## A se vedea și articolele
- Cimpanzeu
- Earl Denman
- Gorilla beringei beringei
- Gorilla beringei graueri
- Gorilă
- Gorilă estică
- Gorilă vestică
- Hominidae
- Hominina
- Homininae
- Hominini
- Homo
- Kenia
- Marele Rift African
- Paleoantropologie
- Primate
- Riftul Albertine
- Riftul African Estic
- George Schaller
- Trimatele
- Urangutan